# 파운틴헤드

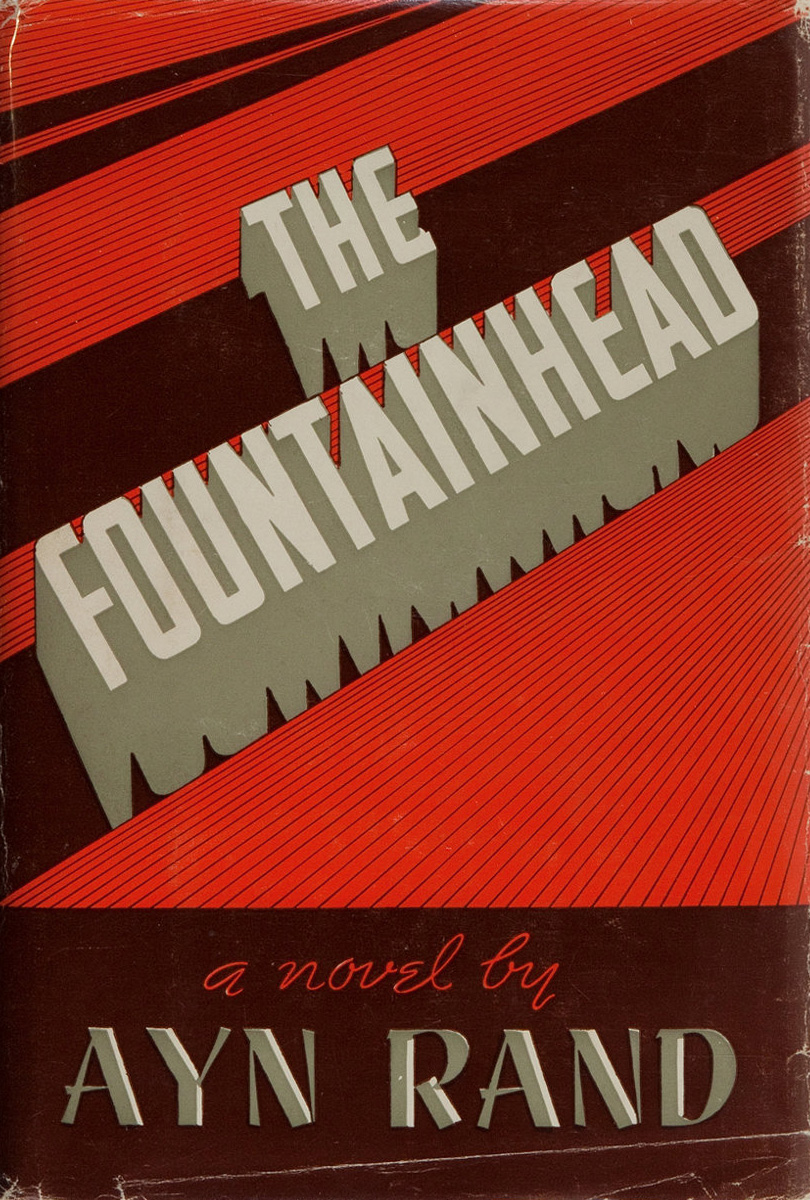

파운틴헤드(영어: The Fountainhead)는 아인 랜드가 1943년에 쓴 소설이다.